# Temporada 1974 de las Grandes Ligas de Béisbol
La Temporada 1974 de las Grandes Ligas de Béisbol comenzó el 9 de abril y finalizó cuando Oakland Athletics derrotó en 5 juegos a Los Angeles Dodgers en la Serie Mundial, logrando así su tercer título consecutivo.
El Juego de las Estrellas fue disputado el 23 de julio en el Three Rivers Stadium y fue ganado por la Liga Nacional con un marcador de 7-2.
Dos hechos importantes se lograron durante la temporada. La primera fue el 8 de abril, cuando Hank Aaron de Atlanta Braves hizo estallar su 715to jonrón de carrera, rompiendo la marca de carrera de todos los tiempos en casa de 714 establecida por Babe Ruth. Aaron terminaría su carrera con 755 jonrones, un récord que se mantendría hasta que Barry Bonds lo rompió en 2007. El segundo hito se produjo el 10 de septiembre, cuando Lou Brock de St. Louis Cardinals robó su 105.ª base del lanzador Dick Ruthven y receptor Bob Boone de Philadelphia Phillies. Esto rompió la marca de robo de bases de una sola temporada cuyo registro estaba 104, establecido por Maury Wills en 1962. Brock robó 118 bases, un récord que se mantendrá hasta 1982, cuando Rickey Henderson robó 130 bases.

## Premios y honores
- MVP
  - Jeff Burroughs, Texas Rangers (AL)
  - Steve Garvey, Los Angeles Dodgers (NL)
- Premio Cy Young
  - Catfish Hunter, Oakland Athletics (AL)
  - Mike Marshall, Los Angeles Dodgers (NL)
- Novato del año
  - Mike Hargrove, Texas Rangers (AL)
  - Bake McBride, St. Louis Cardinals (NL)

## Temporada Regular
Liga Americana
| División Este     | División Este | División Este | División Este | División Este | División Este | División Este |
| Equipo            | V             | D             | CTE           | JD            | LOCAL         | VISITA        |
| ----------------- | ------------- | ------------- | ------------- | ------------- | ------------- | ------------- |
| Baltimore Orioles | 91            | 71            | 0.562         | —             | 46–35         | 45–36         |
| New York Yankees  | 89            | 73            | 0.549         | 2             | 47–34         | 42–39         |
| Boston Red Sox    | 84            | 78            | 0.519         | 7             | 46–35         | 38–43         |
| Cleveland Indians | 77            | 85            | 0.475         | 14            | 40–41         | 37–44         |
| Milwaukee Brewers | 76            | 86            | 0.469         | 15            | 40–41         | 36–45         |
| Detroit Tigers    | 72            | 90            | 0.444         | 19            | 36–45         | 36–45         |

| División Oeste     | División Oeste | División Oeste | División Oeste | División Oeste | División Oeste | División Oeste |
| Equipo             | V              | D              | CTE            | JD             | LOCAL          | VISITA         |
| ------------------ | -------------- | -------------- | -------------- | -------------- | -------------- | -------------- |
| Oakland Athletics  | 90             | 72             | 0.556          | —              | 49–32          | 41–40          |
| Texas Rangers      | 84             | 76             | 0.525          | 5              | 42–38          | 42–38          |
| Minnesota Twins    | 82             | 80             | 0.506          | 8              | 48–33          | 34–47          |
| Chicago White Sox  | 80             | 80             | 0.500          | 9              | 46–34          | 34–46          |
| Kansas City Royals | 77             | 85             | 0.475          | 13             | 40–41          | 37–44          |
| California Angels  | 68             | 94             | 0.420          | 22             | 36–45          | 32–49          |

Liga Nacional  
| División Este         | División Este | División Este | División Este | División Este | División Este | División Este |
| Equipo                | V             | D             | CTE           | JD            | LOCAL         | VISITA        |
| --------------------- | ------------- | ------------- | ------------- | ------------- | ------------- | ------------- |
| Pittsburgh Pirates    | 88            | 74            | 0.543         | —             | 52–29         | 36–45         |
| St. Louis Cardinals   | 86            | 75            | 0.534         | 1½            | 44–37         | 42–38         |
| Philadelphia Phillies | 80            | 82            | 0.494         | 8             | 46–35         | 34–47         |
| Montreal Expos        | 79            | 82            | 0.491         | 8½            | 42–38         | 37–44         |
| New York Mets         | 71            | 91            | 0.438         | 17            | 36–45         | 35–46         |
| Chicago Cubs          | 66            | 96            | 0.407         | 22            | 32–49         | 34–47         |

| División Oeste       | División Oeste | División Oeste | División Oeste | División Oeste | División Oeste | División Oeste |
| Equipo               | V              | D              | CTE            | JD             | LOCAL          | VISITA         |
| -------------------- | -------------- | -------------- | -------------- | -------------- | -------------- | -------------- |
| Los Angeles Dodgers  | 102            | 60             | 0.630          | —              | 52–29          | 50–31          |
| Cincinnati Reds      | 98             | 64             | 0.605          | 4              | 50–31          | 48–33          |
| Atlanta Braves       | 88             | 74             | 0.543          | 14             | 46–35          | 42–39          |
| Houston Astros       | 81             | 81             | 0.500          | 21             | 46–35          | 35–46          |
| San Francisco Giants | 72             | 90             | 0.444          | 30             | 37–44          | 35–46          |
| San Diego Padres     | 60             | 102            | 0.370          | 42             | 36–45          | 24–57          |

## Postemporada
|  | Campeonato de la Liga | Campeonato de la Liga | Campeonato de la Liga |   |    | Serie Mundial     | Serie Mundial | Serie Mundial |
|  |                       |                       |                       |   |    |                   |               |               |
|  | Este                  | Baltimore Orioles     | 1                     |   |    |                   |               |               |
|  | Oeste                 | Oakland Athletics     | 3                     |   |    |                   |               |               |
|  |                       |                       |                       |   | AL | Oakland Athletics | 4             |               |
|  |                       | NL                    | Los Angeles Dodgers   | 1 |    |                   |               |               |
|  | Este                  | Pittsburgh Pirates    | 1                     |   |    |                   |               |               |
|  | Oeste                 | Los Angeles Dodgers   | 3                     |   |    |                   |               |               |

|                                         |
| Campeón Oakland Athletics Octavo Título |

## Líderes de la liga

### Liga Americana
Líderes de Bateo 
| Categoría           | Jugador          | Equipo | Marca |
| ------------------- | ---------------- | ------ | ----- |
| Porcentaje de bateo | Rod Carew        | MIN    | .364  |
| Cuadrangulares      | Dick Allen       | CHW    | 32    |
| Carreras Impulsadas | Jeff Burroughs   | TEX    | 118   |
| Carreras Anotadas   | Carl Yastrzemski | BOS    | 93    |
| Hits                | Rod Carew        | MIN    | 218   |
| Robo de Bases       | Bill North       | OAK    | 54    |

Líderes de Pitcheo 
| Categoría         | Jugador                       | Equipo  | Marca |
| ----------------- | ----------------------------- | ------- | ----- |
| Victorias         | Fergie Jenkins Catfish Hunter | TEX OAK | 25    |
| Derrotas          | Mickey Lolich                 | DET     | 21    |
| ERA               | Catfish Hunter                | OAK     | 2.49  |
| Ponches           | Nolan Ryan                    | CAL     | 367   |
| Entradas Lanzadas | Nolan Ryan                    | CAL     | 332.2 |
| Juegos salvados   | Terry Forster                 | CHW     | 24    |

### Liga Nacional
Líderes de Bateo 
| Categoría           | Jugador      | Equipo | Marca |
| ------------------- | ------------ | ------ | ----- |
| Porcentaje de bateo | Ralph Garr   | ATL    | .353  |
| Cuadrangulares      | Mike Schmidt | PHI    | 36    |
| Carreras Impulsadas | Johnny Bench | CIN]]  | 129   |
| Carreras Anotadas   | Pete Rose    | CIN    | 110   |
| Hits                | Ralph Garr   | ATL    | 214   |
| Robo de Bases       | Lou Brock    | STL    | 118   |

Líderes de Pitcheo 
| Categoría         | Jugador                              | Equipo      | Marca |
| ----------------- | ------------------------------------ | ----------- | ----- |
| Victorias         | Phil Niekro Andy Messersmith         | ATL LAD     | 20    |
| Derrotas          | Steve Rogers Bill Bonham Randy Jones | MON CHC SDP | 22    |
| ERA               | Buzz Capra                           | ATL         | 2.28  |
| Ponches           | Steve Carlton                        | PHI         | 240   |
| Entradas Lanzadas | Phil Niekro                          | ATL         | 302.1 |
| Juegos salvados   | Mike Marshall                        | LAD         | 21    |